# Stazione di San Pietro a Maida-Maida
La stazione di San Pietro a Maida-Maida è una stazione ferroviaria posta sulla linea Battipaglia-Reggio Calabria.